# Rio Oudon
O rio Oudon é um rio do noroeste de França, afluente do rio Mayenne, que corre nos departamentos de Mayenne e Maine-et-Loire. Quando em altura de grandes enchentes, pode chegar a ter um débito de 396 m3/s.
Ao longo do seu percurso de 103 km passa sucessivamente pelos seguintes departamentos e comunas:
- Mayenne: La Gravelle, Saint-Cyr-le-Gravelais, Ruillé-le-Gravelais, Montjean, Beaulieu-sur-Oudon, Méral, Cossé-le-Vivien, La Chapelle-Craonnaise, Athée, Livré-la-Touche, Craon, Bouchamps-lès-Craon, Chérancé
- Maine-et-Loire: Châtelais, L'Hôtellerie-de-Flée, Nyoiseau, Sainte-Gemmes-d'Andigné, Segré, La Chapelle-sur-Oudon, Andigné, Louvaines, Saint-Martin-du-Bois, Montreuil-sur-Maine, Le Lion-d'Angers e Grez-Neuville